# Dave Lojek

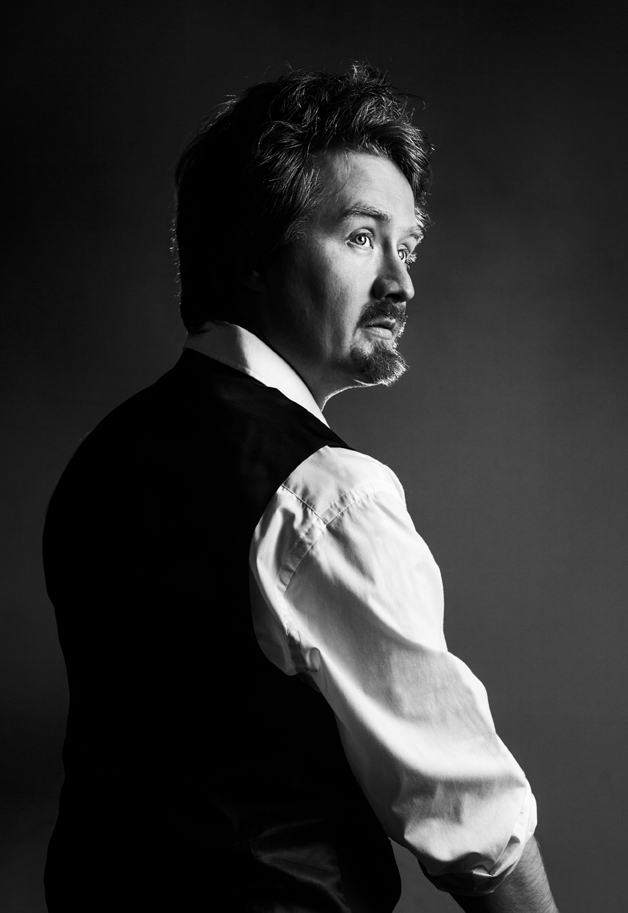
Dave Lojek

Dave Lojek (* 5. Oktober 1975 in Ost-Berlin) ist ein deutscher Filmemacher, Festivalorganisator, Filmkritiker und Autor.

## Leben
Dave Lojek studierte an der Humboldt-Universität zu Berlin Anglistik/Amerikanistik und Kulturwissenschaft. Er schreibt und veröffentlicht seit 1995 auch Gedichte und leitet junge Autoren in Schreibwerkstätten an. Nach dem Studium widmete er sich dem Medium Film autodidaktisch.
Seit 2005 produziert er hauptsächlich eigene Kurzfilme und Dokumentationen unter dem Label Apeiron Films. Dabei führt er Regie und schneidet die Filme zumeist selbst. Seine Filme und Distributionen wurden unter anderem auf dem Internationalen KurzFilmFestival Hamburg, dem Filmfest Dresden und dem Brussels International Fantastic Film Festival sowie ca. 2049 weiteren Festivals gezeigt und über 253 mal prämiert.
Lojek organisierte von 2007 bis 2019 vor der Pandemie jährliche Filmworkshops (sog. „KinoKabarets“) im Rahmen der nichtkommerziellen Bewegung Kino in Berlin. Seit 2012 arbeitet Lojek als 1. Vorsitzender des Video- und Filmverbandes Berlin/Brandenburg e.V. innerhalb des Bundesverbands Deutscher Film-Autoren und koordiniert weitere Autorenfilmfestivals in der Hauptstadt. Lojeks freie Filminitiative KinoBerlino bietet jungen Filmemachern fast monatlich ein Forum für ihre Werke in Deutschlands ältestem Kino Moviemento.

## Filmografie (Auswahl)
- 2005: Dysfunction
- 2006: Parlando
- 2007: Spieltriep
- 2007: Futility
- 2007: Pelt People – Fellmenschen
- 2007: Streifen
- 2007: Cyborg Re-Calibration
- 2008: ROFL
- 2008: Phobien
- 2008: Angels
- 2009: Indecision
- 2009: Kit & Suka
- 2009: Muse
- 2009: Der Jüngling
- 2009: Serendipity
- 2010: Der Mieter
- 2010: Ride Share
- 2010: Maries Stimme
- 2010: 28 Stunden
- 2010: Connected
- 2010: Flussaufwärts
- 2010: Irrgang
- 2010: Perspective
- 2010: Dream Girls
- 2011: Meteorites
- 2011: Trust
- 2011: Stichtag
- 2011: Paradieswehr
- 2011: Believe
- 2012: Two Too Odd – Zwei Skurrile
- 2012: Final Touch
- 2012: Mademoiselle Nimsi
- 2012: Sick City
- 2012: Auswahl
- 2013: Fühl die BRD
- 2013: Focus Pocus
- 2013: Paradise Beach
- 2013: Hek Tick Tack
- 2013: Psychic Sue
- 2014: The Princess Strikes Back
- 2014: Do Kwan Tae
- 2014: An Unseen Birthday
- 2015: Kinskischraube
- 2015: Fruwajaça Fortuna – Glück fliegt
- 2015: Überdosis Filmerei
- 2016: Das sprichwörtliche Glück
- 2016: Sama Słodycz – Pure Süße
- 2016: Rêve General – Generaltraum
- 2016: Flüchtlingslyrik – Helbestan Penaberan
- 2016: Fainting Flicker
- 2017: Arachne
- 2018: I came from the future – Ich kam aus der Zukunft
- 2018: Snitch – Spitzel
- 2018: Тайна вечеря - Das letzte Abendmahl
- 2018: Keeper – Bewahrerin
- 2020: Occurrences of Questionable Significance – Begebenheiten fragwürdiger Signifikanz
- 2021: Fuchs & Pinguin
- 2022: Calxophobia
- 2023: EGGspression
- 2023: Osmosis
- 2023: Umbra of Deceit – Schatten der Täuschung
- 2024: Trauerspuren
- 2024: Julienne d'Ampoules - Glühbirnenjulienne
- 2024: Bedrohte Künstleroase: Stimmen aus den B.L.O.-Ateliers